# 안지오텐신 II 수용체 차단제
안지오텐신 II 수용체 차단제(영어: angiotensin II receptor blocker, ARB) 또는 AT1 수용체 길항제(영어: AT1 receptor antagonist)은 레닌-안지오텐신계를 조절하는 약물 중 하나이다. 주로 고혈압 치료에 사용되며, 당뇨병성 신장질환(diabetic nephropathy)과 울혈성 심부전(congestive heart failure)의 치료에도 사용되기도 한다. 이 물질은 안지오텐신II와 안지오텐신II-AT1 수용체와의 결합을 차단하여 안지오텐신II-AT1 수용체의 활성화를 억제한다.

## 의학적 용도

안지오텐신Ⅱ 수용체 차단제인 Losartan의 구조

안지오텐신 II 수용체 차단제는 ACE 차단제 요법을 사용할 수 없는 고혈압 환자에게 주로 사용하고 있다. 브래디키닌과 같은 키닌류 화합물의 분해를 억제하지는 못하므로, ACE 차단제의 부작용인 마른 기침과 혈관부종(angiodema)는 일으키지 않는다. 최근에 들어서는 칸데사르탄(안지오텐신 II 수용체 차단제의 일종)이 ACE 차단제 요법을 사용할 수 없는 심부전 환자들에게도 투여되고 있다. 이베사탄과 로사탄은 제 II형 당뇨병을 앓는 고혈압 환자들에게 이롭고 당뇨병성 신장질환을 지연시켜준다는 임상 결과가 나오고 있다. 1998년 수행된 이중-블라인드 연구에서는 "리시노프릴은 인슐린 민감성을 증가시켰지만, 로사탄은 아무런 영향을 주지 않았다"고 밝혔다. 칸데사르탄은 편두통을 예방하는데 유용하다는 연구 결과도 있다.
안지오텐신 II 수용체 차단제는 혈압을 조정하는 효능의 차이가 존재한다. 임상 실무에 사용될 때는, 특정한 약품을 정해져 있는 양 만큼만 투여해야 한다.
요산뇨증을 유발할 수 있다.
로사탄(Cozaar)을 10주 동안 투여한 환자에 대한 연구 결과에 따르면, 성기능이 저하된 남성 고혈압 환자의 88%가 성기능의 회복을 경험하였으며, 전반적인 성생활 만족도가 7.3%에서 58.5%로 증가하였다고 한다. 로사탄과 베타-차단제의 일종인 카르베딜롤의 비교 연구는, 안지오텐신 II 수용체 차단제가 남성 성기능에 악영향을 미치지 않았을 뿐만 아니라, 오히려 향상시키는데 도움을 주었다고 한다.
AT1 수용체를 활성화 시키는 안지오텐신 II는 스트레스 호르몬의 일종이다. ARB가 안지오텐신 II의 기능을 차단해주기 때문에 고혈압을 완화시켜주는 것 외에도 스트레스로 인한 질병들을 완화시켜 줄것이라고 예상되고 있다.
2008년의 연구는 ARB가 알츠하이머를 방지한다는 결과를 내었다. 미국 재향군인회 소속 500만명의 환자 데이터를 통한 회고 분석에 의하면 ARB를 투여받은 환자가 다른 고혈압 치료제를 투여한 환자에 비해 알츠하이머에 걸린 비율이 35%에서 40%정도 적다고 밝혔다.